# Cantone di Laventie
Il Cantone di Laventie era una divisione amministrativa dell'arrondissement di Béthune.
È stato soppresso a seguito della riforma complessiva dei cantoni del 2014, che è entrata in vigore con le elezioni dipartimentali del 2015.
Comprendeva i comuni di:
- Fleurbaix
- Laventie
- Lestrem
- Lorgies
- Neuve-Chapelle
- Sailly-sur-la-Lys